# 담양여자중학교
담양여자중학교(潭陽女子中學校)는 대한민국 전라남도 담양군 담양읍 강쟁리에 있는 공립 중학교이다.

## 학교 연혁
- 1968년 3월 13일 : 담양여자중학교로 개교(3학급)
- 1976년 3월 4일 : 6차 학칙변경 (24학급 인가)
- 1997년 12월 3일 : 현 신축 교사(신성길 20)로 이전
- 2023년 3월 1일 : 제23대 이문정 교장 부임
- 2024년 1월 5일 : 제54회 66명 졸업(총 졸업생 수 13,483명)

## 참고 자료
- 담양여자중학교 - 한국교육학술정보원 학교알리미